# Opéra Garnier
De Opéra Garnier, ook wel Palais Garnier genoemd, is een operagebouw in Parijs. Het ligt in het 9e arrondissement en is een van de opvallendste gebouwen van de Franse hoofdstad. Het is de thuisbasis van het oudste opera- en balletgezelschap van Frankrijk, de Opéra national de Paris.

## Geschiedenis
De Opéra Garnier is in 1861 ontworpen door de architect Charles Garnier in opdracht van Napoleon III. De bouw werd begonnen in januari 1862, en werd als gevolg van de Frans-Duitse Oorlog nagenoeg stilgelegd van oktober 1870 tot november 1873. De officiële opening vond plaats op 5 januari 1875. Het interieur is rijkelijk voorzien van bladgoud, fresco's en marmer. De stijl is neobarok, eclectisch en extravagant te noemen, en behoort als geheel tot de Beaux-arts. De uiteindelijke kosten van de bouw bedroegen 35 miljoen francs, wat vier- à vijfmaal zoveel was als van de Eiffeltoren.
Tot de opening van de tweemaal zo grote Opéra Bastille in 1989, was dit het grootste operagebouw in Europa met een oppervlakte van ruim 11.000 m². Het gebouw is 125 meter breed, 173 meter lang en 73,6 meter hoog. De operazaal biedt plaats aan 2131 toeschouwers en de scène, zo'n 1200 m², kan 450 artiesten bevatten. De kroonluchter die in de centrale zaal hangt weegt 6 ton en werd door Garnier zelf ontworpen. Het weelderige interieur heeft een grote foyer, een trapopgang van diverse marmersoorten, een door Isidore Pils gedecoreerd gewelf en een plafond dat in 1964 door Marc Chagall werd beschilderd met een soort olympus waarmee hij eer betoonde aan 14 ballet- en muziekcomponisten met hun respectievelijke werken.
In de opera worden tegenwoordig vooral balletvoorstellingen gehouden; de operafunctie is grotendeels overgenomen door de Opéra Bastille.

## In fictie
Het gebouw is onder meer bekend omdat Het spook van de opera (een roman van Gaston Leroux) zich er afspeelt. Het spook zou verantwoordelijk zijn voor talloze conflicten en delicten. Men beweerde dat een merkwaardig misvormd wezen rondspookte in de ondergrondse gangen van de opera.
De Opéra Garnier was ook de hoofdsetting van de fictiereeks Find Me in Paris.

## Galerij

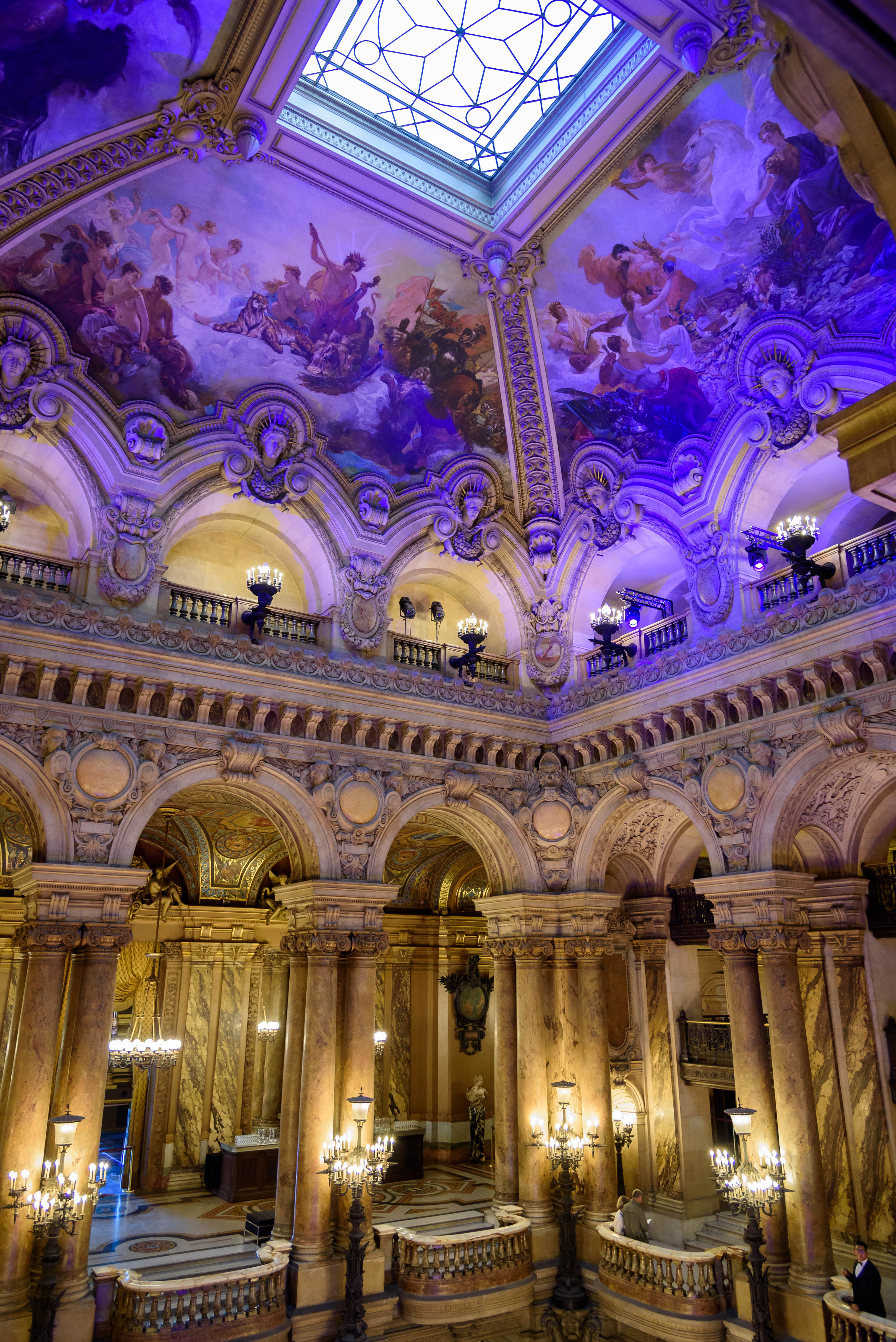
De trappenhal
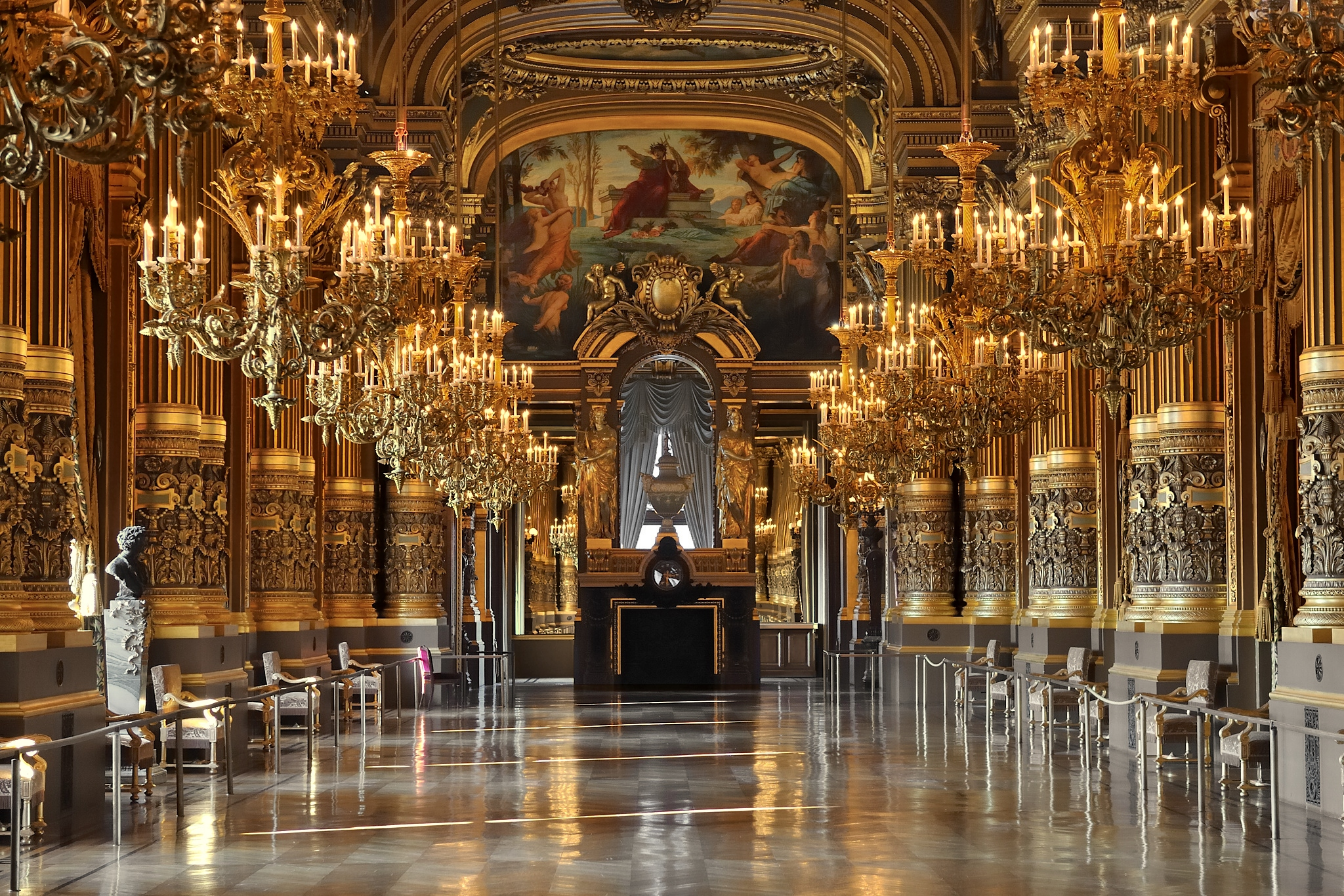
Le Grand Foyer in de opera
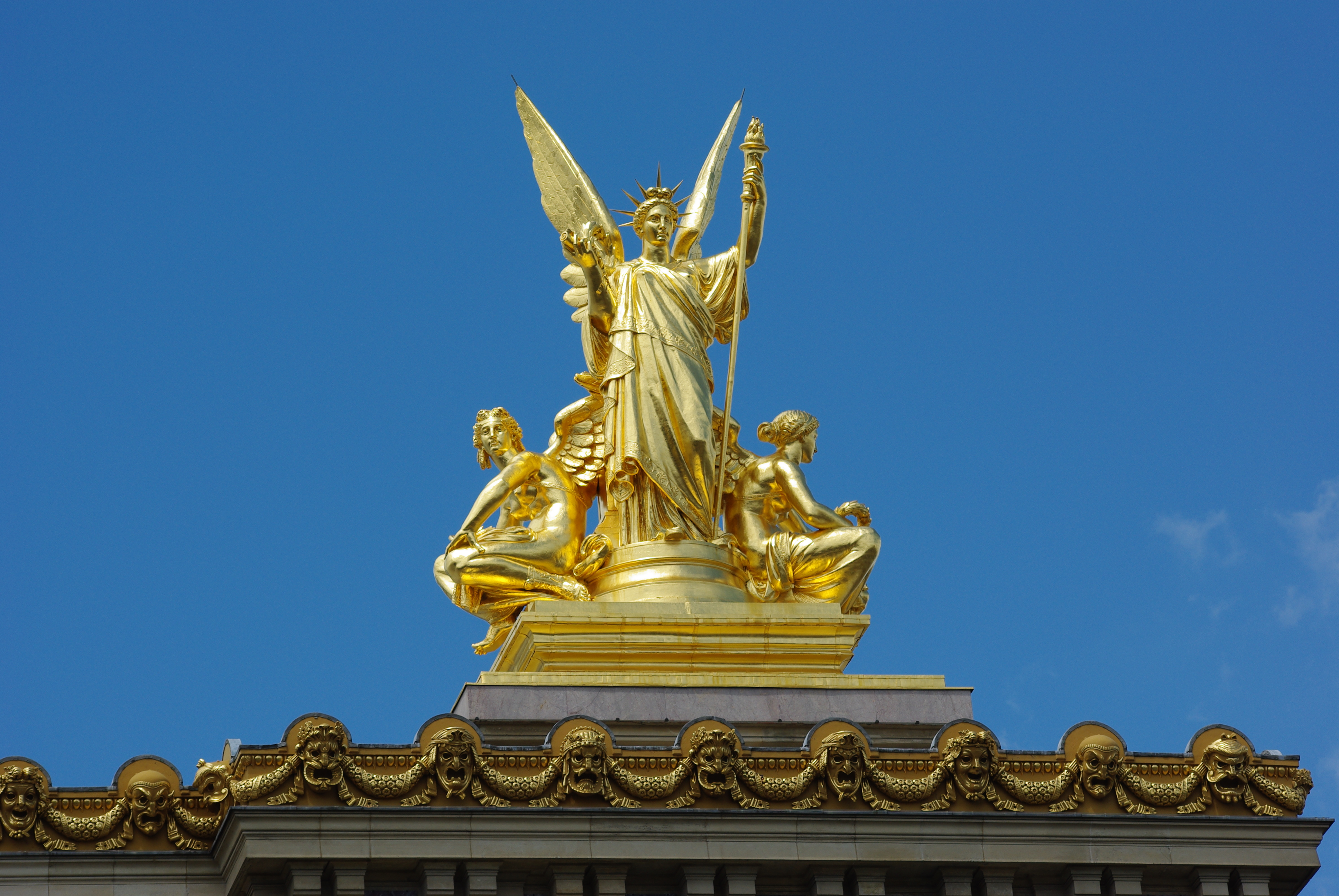
La Poésie op het dak van de Opéra Garnier
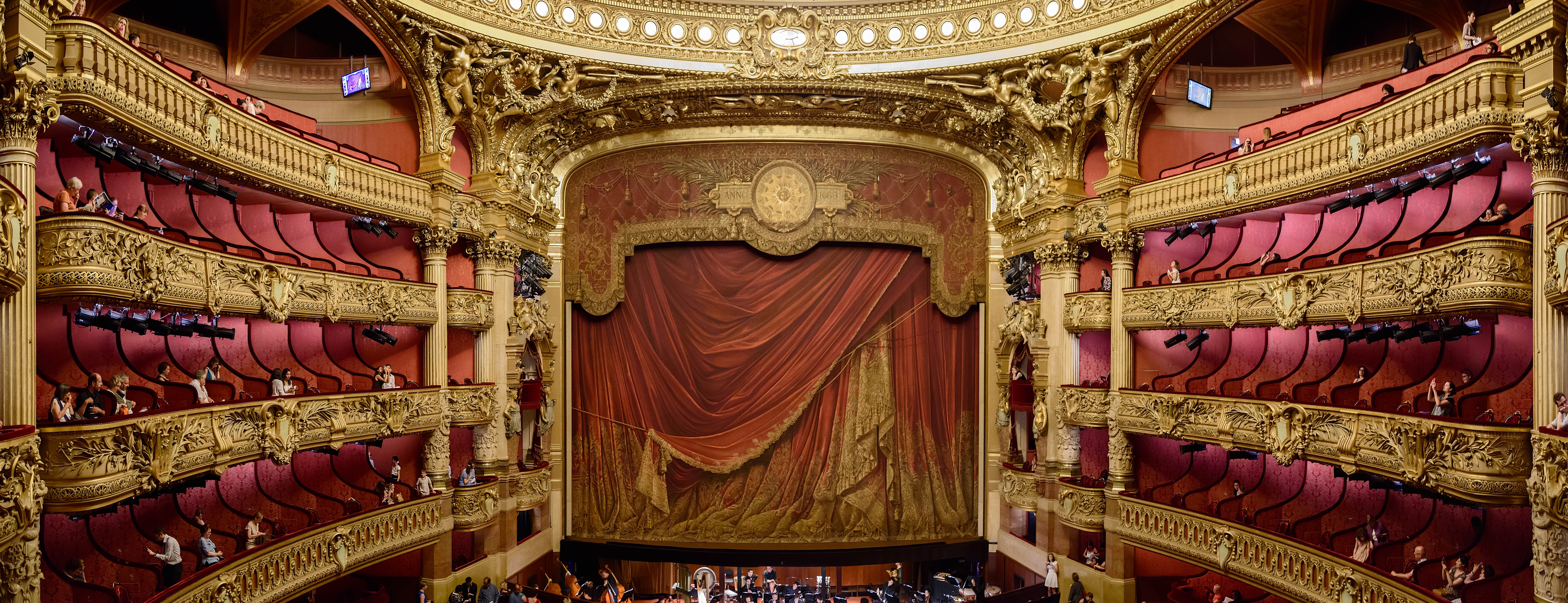
Het auditorium van de Opéra Garnier
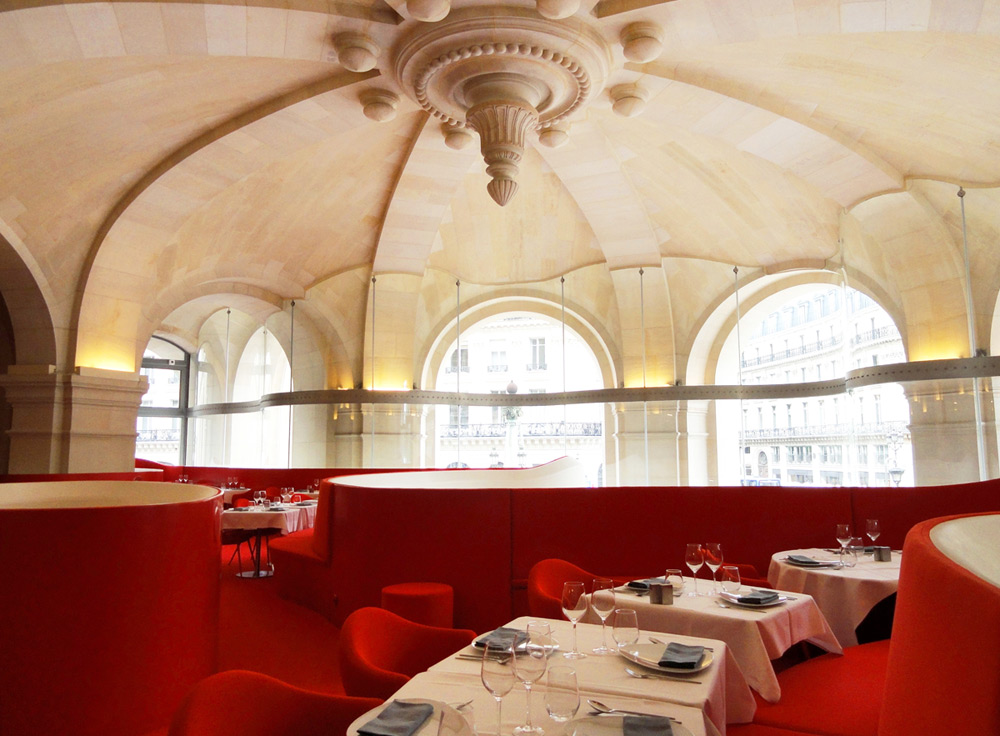
Restaurant van de opera. Geopend in 2011
Het Palais Garnier en zicht op Parijs